# 西福寺 (塩尻市)
西福寺（さいふくじ）は長野県塩尻市にある曹洞宗の寺。山号は寶松山。

## 概要
永禄8年（1565年）に武田信玄よって開基され、1貫240文が寄進された。開山の圭嶽珠白は越前国の心月寺7世才応総芸に学び、洗馬の長興寺に入った後、当寺を開いた。
寺宝には珠白の頂相の他、信玄の寄進状と武田勝頼の安堵状があり、総芸から譲られた袈裟は塩尻市有形文化財に指定されている。珠白が書写した「出家略作法」「仏祖正伝菩薩戒教授戒文」は現存する写本のうち古いものに属している。圭嶽珠白所有の「碧厳録抄」や「人天眼目抄」など中国禅宗の書籍の講義録も残されている。
天保時代の17世海玉珉洲は正親町三条家の猶子となり寺格の向上に努めた。弘化年間と安政年間に火災に遭ったが明治15年（1882年）に再建された。昭和58年（1983年）の位牌堂や講堂が新築された。境内には池泉庭園（塩尻市指定名勝）が広がる。　

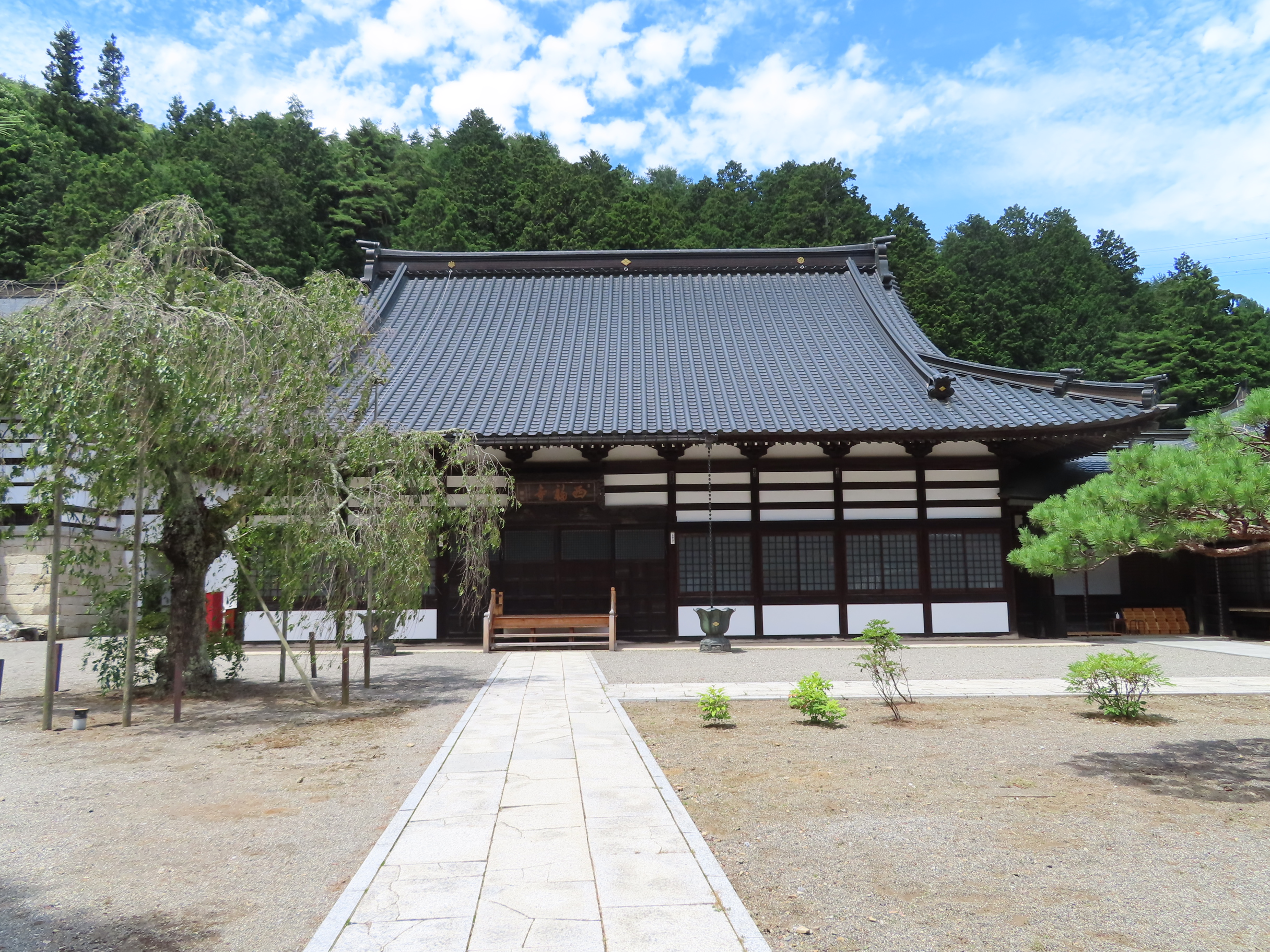
本堂
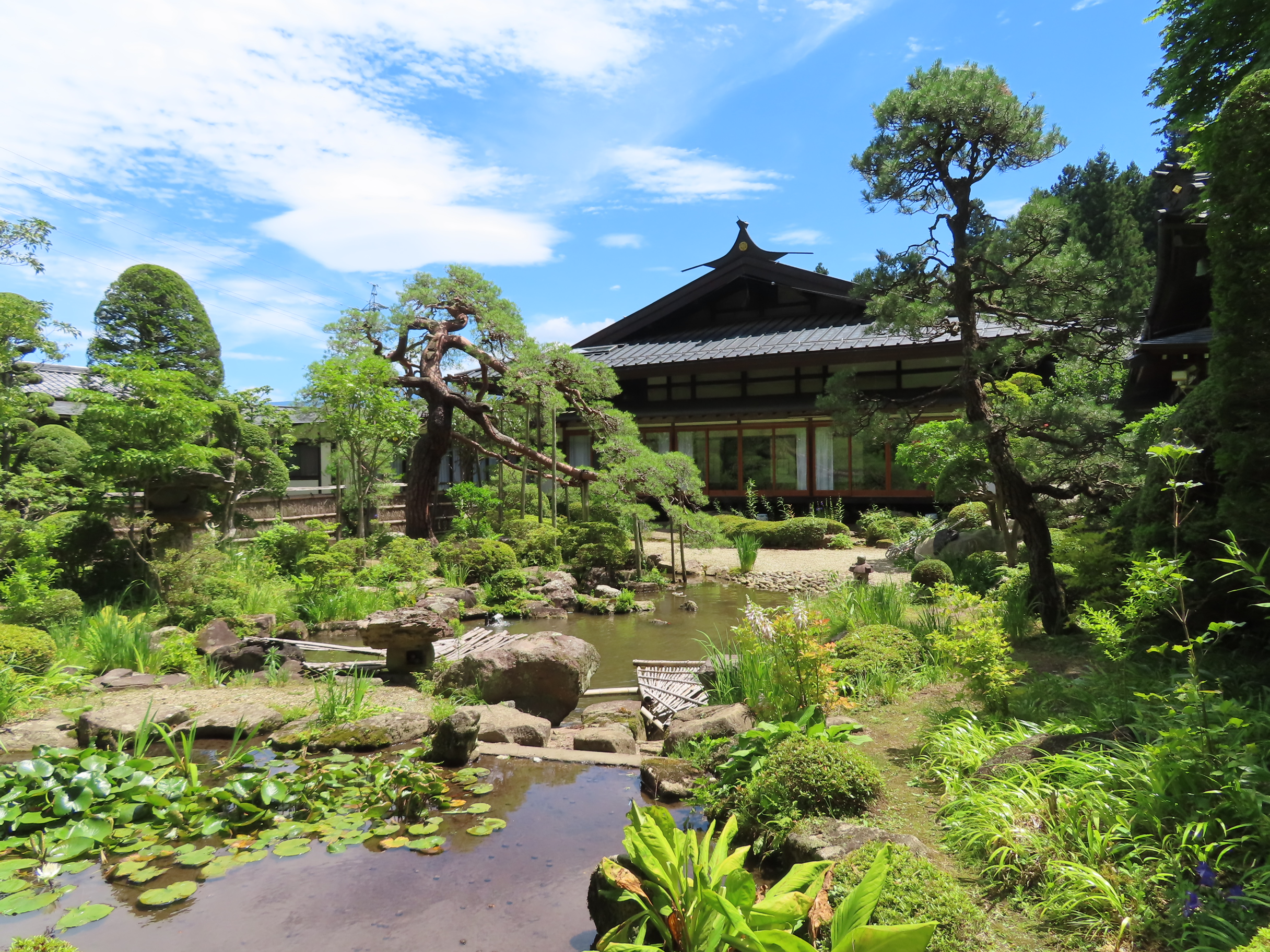
池泉庭園

## 交通アクセス
- JR中央本線塩尻駅から車で約10分。